# Aquaticheirospora lignicola
Aquaticheirospora lignicola är en svampart som beskrevs av Kodsueb & W.H. Ho 2007. Aquaticheirospora lignicola ingår i släktet Aquaticheirospora, ordningen Pleosporales, klassen Dothideomycetes, divisionen sporsäcksvampar och riket svampar.   Inga underarter finns listade i Catalogue of Life.